# Adenízia da Silva
Adenízia Ferreira da Silva (Ibiaí, 18 de dezembro de 1986), é uma jogadora de voleibol brasileira. É medalhista de ouro nas Olimpíadas de Londres em 2012. Atualmente está no time do Praia Clube.

## Biografia
Adenízia nasceu na cidade brasileira de Ibiaí, no estado de Minas Gerais, em dezembro de 1986. Aos dois anos e oito meses perdeu sua mãe, vítima de um aneurisma, e foi adotada por Lucas e Augusta, tornando-se caçula de quatro irmãos e quatro irmãs. Sabe-se que, em data desconhecida, seu pai havia abandonado sua família, deixando-a virtualmente órfã. Aos nove anos, foi convidada por um professor para jogar vôlei. No ano seguinte, foi convidada por um olheiro do tradicional clube S.R. Filadélfia, em Governador Valadares - MG, para jogar vôlei.

### Carreira
Aos 11 anos foi convidada a fazer parte da equipe de vôlei do CENEC, da cidade brasileira de Domingos Martins (Espírito Santo) nos Jogos Regionais Capixabas. Passou também pela equipe BCN/Bom Jesus, da cidade de Joinville (Santa Catarina). No ano de 1999, com apenas 13 anos, se transferiu para o BCN/Osasco, um dos principais clubes do país, pelo qual atuou até 2003 e colaborou com suas vitórias no Campeonato Paulista em 2001 e 2002. Em 2002, venceu o Sul-Americano Sub-18 e em 2003, foi medalhista de bronze do Campeonato Mundial Sub-19.
Em 2003, entrou no Osasco Voleibol Clube, pelo qual continuaria jogando ininterruptamente até 2016. Em 2005, aos 18 anos, já treinando com a equipe adulta de José Roberto Guimarães, considerou desistir do vôlei se sentindo intimidada pelo alto nível do plantel. Luizomar de Moura, então técnico da seleção brasileira juvenil (e eventual substituto de Guimarães no Osasco), convenceu-a do contrário. Pelo Osasco venceu as edições de 2003, 2004, 2005, 2006, 2007 e 2008 do Campeonato Paulista. Em 2007, foi vice-campeã e em 2008 e 2013, campeã na Copa Brasil. Em 2009 e 2011, foi vice-campeã no mesmo campeonato e voltou a vencê-lo nas edições de 2012, 2013, 2014, 2015 e 2016. No mesmo período, chegou a nove finais consecutivas da Superliga pelo Osasco, com títulos 2010 e 2012; seis finais no Campeonato Sul-Americano de Clubes, com títulos em 2009, 2010, 2011 e 2012; e quatro finais do Campeonato Mundial de Clubes, com título em 2012.
Com diversas participações nas seleções de base do Brasil, venceu o Campeonato Sul-Americano Sub-20 de 2004 e o Campeonato Mundial Sub-20 de 2005. Teve sua primeira convocação à seleção adulta em 2009, como parte da renovação do técnico José Roberto Guimarães. No mesmo ano, venceu o Campeonato Sul-Americano, a Copa Pan-Americana, a Copa Final Four, o Grand Prix e o Montreux Volley Masters, mas foi vice-campeã na Copa dos Campeões. Em 2010, foi vice-campeã no Mundial e do Grand Prix, e em 2011, foi vice-campeã do Grand Prix e campeã no Campeonato Sul-Americano. Em 2012, foi novamente vice-campeã do Grand Prix e venceu as Olímpíadas. Fora das quadras, é modelo fotográfica, tendo assinado com a agência paulistana L'Equipe em 2012.
Em 2013, venceu a Copa dos Campeões; em 2013, 2015 e 2017, venceu novamente o Campeonato Sul-Americano; em 2013, 2014, 2016 e 2017, o Grand Prix e em 2017, o Montreux. Em 2014, venceu o Torneio Top Volley e compôs o time da seleção que ganhou medalha de bronze no Mundial. Em 2015, por sua vez, foi vice-campeã nos Jogos Pan-Americanos. Entre 2017 e 2019, jogou na Europa pelo clube italiano Scandicci. Em 2019, foi contratada pelo SESI/Vôlei Bauru, pelo qual jogou até 2021 e seria vice-campeã no Campeonato Paulista de 2020. Em 2021, jogou pela seleção e foi vice-campeã na Liga das Nações e em 2022 foi recontratada pelo Osasco.

## Clubes
| Clube                               | País   | De   | Até  | Ref    |
| ----------------------------------- | ------ | ---- | ---- | ------ |
| BCN/Osasco                          | Brasil | 1999 | 2003 | [ 5 ]  |
| Finasa/Osasco                       | Brasil | 2003 | 2009 | [ 5 ]  |
| Sollys Nestlé/Osasco                | Brasil | 2009 | 2013 | [ 5 ]  |
| Molico Nestlé/Osasco                | Brasil | 2013 | 2015 | [ 5 ]  |
| Vôlei Nestlé/Osasco                 | Brasil | 2015 | 2016 | [ 5 ]  |
| Pallavolo Scandicci Savino Del Bene | Itália | 2017 | 2019 | [ 5 ]  |
| Sesi/Vôlei Bauru                    | Brasil | 2019 | 2021 | [ 41 ] |
| Osasco/São Cristóvão                | Brasil | 2022 | 2023 | [ 40 ] |
| Dentil/Praia Clube                  | Brasil | 2023 | 2024 |        |

## Títulos

### Clubes
Mundial de Clubes
- Campeã: 2012[5]
- Finalista: 2010,[42] 2011[43] e 2014[44]

 Sul-Americano de Clubes
- Campeã: 2009, 2010, 2011 e 2012[5]
- Finalista: 2014[45], 2015[46]e 2024

 Superliga
- Campeã: 2010 e 2012[5]
- Finalista: 2005, 2006, 2007, 2008, 2009, 2011, 2013[4], 2023-24

 Supercopa Brasileira
- Finalista:2023, 2024

 Copa Brasil
- Campeã: 2008[15], 2013[14] e 2024
- Finalista: 2007[47][14]

 Campeonato Paulista
- Campeã: 2001,[9] 2002,[10] 2003,[12] 2004, 2005,[13] 2006,[12] 2007, 2008, 2012, 2014, 2015[5] e 2016[13]
- Finalista: 2009, 2011[16] e 2022[48]

 Campeonato Mineiro
- Campeã: 2023
- Finalista: 2024

 Torneio Top Volley
- Campeã: 2014[35]

 Copa Brasilía
- Campeã: 2023, 2024

### Seleção
Jogos Olímpicos
- Campeã: 2012[5]

 Campeonato Mundial
- Finalista: 2010[49]

 Mundial Sub-20
- Campeã: 2005[7]

 Montreux Volley Masters
- Campeã: 2009[18] e 2017[34]

 Grand Prix
- Campeã: 2009, 2013,[5] 2014,[31][32] 2016[5] e 2017[33]
- Finalista: 2010,[21][22] 2011[23] e 2012[24][25]

 Copa dos Campeões
- Campeã: 2013[28]
- Finalista: 2009[19][20]

 Copa Pan-Americana
- Campeã: 2009[18]
- Finalista: 2008[50]

 Copa Final Four
- Campeã: 2009[18]

 Campeonato Sul-Americano
- Campeã: 2009, 2011, 2013, 2015[5] e 2017[30]

 Sul-Americano Sub-18
- Campeã: 2002[5]

### Premiações individuais
- Campeonato Mundial Sub-19 de 2003: Melhor bloqueadora[51]
- Copa Pan-Americana de 2005: Melhor bloqueadora[52]
- Copa Brasil de 2007: Melhor bloqueadora[47]
- Copa Brasil de 2008: Melhor bloqueadora[15]
- Copa Final Four de 2009: Melhor sacadora[53]
- Sul-Americano de Clubes de 2010: MVP[41]
- Mundial de Clubes de 2011: Melhor bloqueadora[41]
- Superliga 2011/2012: Melhor bloqueadora[41]
- Sul-Americano de Clubes de 2012: Melhor atacante[41]
- Jogos Pan-Americanos de 2015: Melhor central[38]
- Liga Italiana de 2016-17: Melhor bloqueadora[41]
- Liga Italiana de 2017-18: Melhor bloqueadora[41]
- Liga Italiana de 2018-19: Terceira Melhor bloqueadora[41]
- Superliga de 2023-24: Melhor bloqueadora[54]
- 1ª Melhor Central do Campeonato Sul-Americano de Clubes de 2025
- MVP do Campeonato Sul-Americano de Clubes de 2025